# Glaucium contortuplicatum
Glaucium contortuplicatum là một loài thực vật có hoa trong họ Anh túc. Loài này được Boiss. mô tả khoa học đầu tiên năm 1841.